# Dasiosoma indicum
Dasiosoma indicum – gatunek chrząszcza z rodziny biegaczowatych i podrodziny Lebiinae. Występuje endemicznie w Indiach.

## Taksonomia
Gatunek ten opisany został po raz pierwszy w 2011 roku przez Ericha Kirschenhofera na łamach „Acta Coleopterologica” pod nazwą Diamella indica. Jako miejsce typowe wskazano Thekkady w indyjskim stanie Kerala. W 2013 roku przeniesiony został do rodzaju Dasiosoma przez Shi Honglianga, Zhou Hongzhanga i Liang Hongbina.

## Morfologia

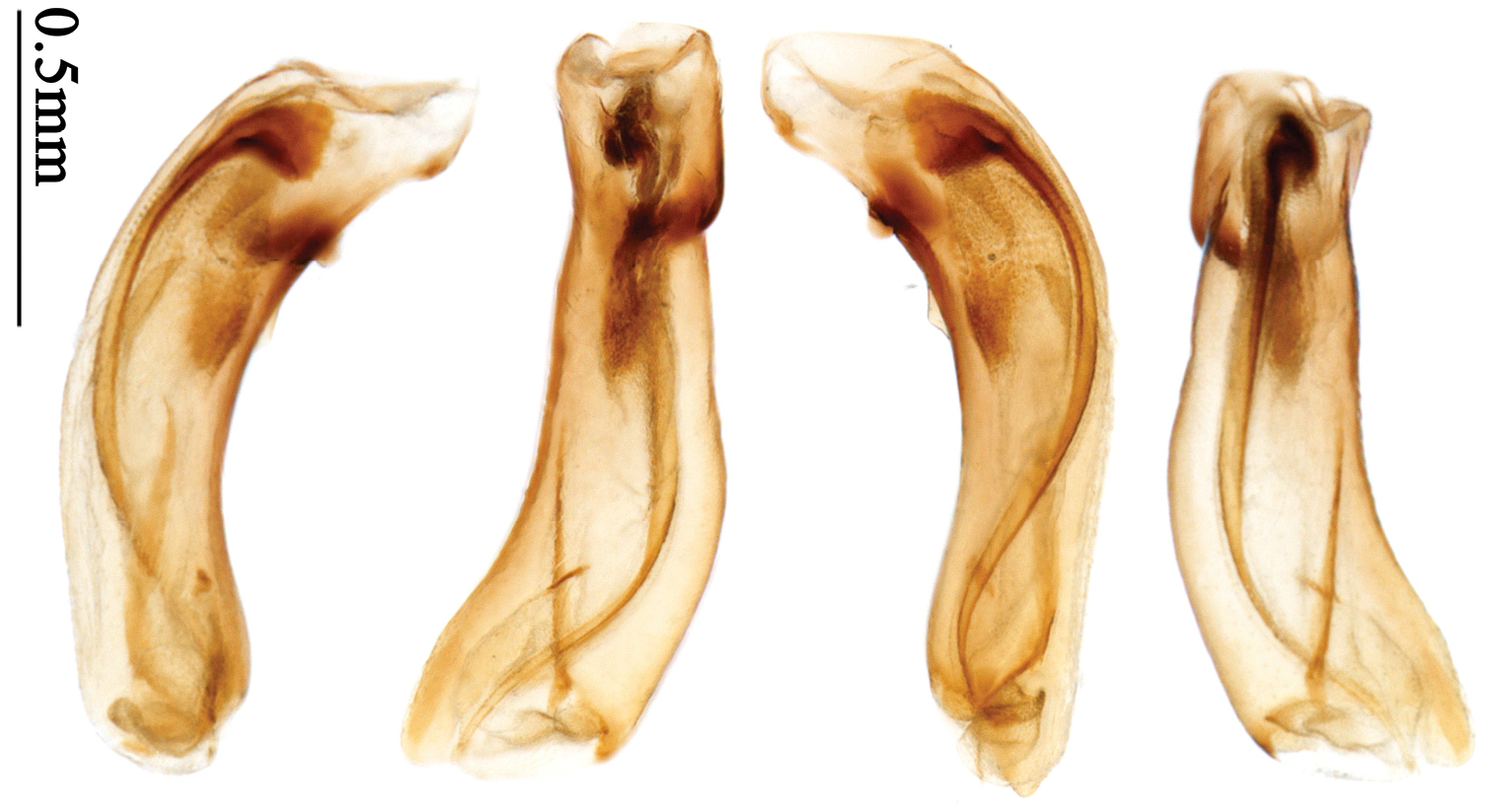
Środkowy płat edeagusa

Chrząszcz o ciele długości 6,4 mm, z wierzchu gęsto i równomiernie porośniętym złocistym owłosieniem i niewyraźnie mikrorzeźbionym, od spodu owłosionym gęsto i długo. Spód ciała jest żółtawy z rudożółtymi podgięciami pokryw.
Głowę ma rudożółtą z brązowymi wierzchołkami żuwaczek i rozjaśnionymi szczytami końcowych członów głaszczków. Skronie są dłuższe niż połowa długości półkulistych oczu i za nimi stopniowo zwężone. Charakterystyczne dla gatunku jest nabrzmiałe ciemię.
Przedplecze jest rudożółte z nieco przyciemnionym dyskiem, w zarysie sercowate, szersze od głowy, najszersze nieco przed środkiem, o szerokich kątach przednich, rozszerzonych, zaokrąglonych i przed kątami tylnymi zafalowanych krawędziach bocznych, niemal prostych, niewystających kątach tylnych oraz płatowatej krawędzi tylnej. Linia środkowa jest głęboka, niedochodząca do krawędzi, a dołki przypodstawowe krótkie, głębokie i silnie zakrzywione. Ubarwienie pokryw ma tło ciemnobrązowe z lekkim, niebieskofioletowym połyskiem, a nim parę dużych, żółtych plam za środkiem długości, połączonych na szwie i sięgających do piątych międzyrzędów na boki. Rzędy są płytkie, umiarkowanie grubo punktowane, międzyrzędy zaś lekko sklepione, gęsto punktowane, o niewyraźnych chetoporach. Odnóża są krótkie, pozbawione włosków adhezyjnych na stopach.
Odwłok samicy ma ostatnie sternum z prostą lub lekko wykrojoną krawędzią tylną, samca zaś ma owo sternum na tylnej krawędzi umiarkowanie wykrojone, u obu płci ma ono dwie pary szczecinek. Samiec ma genitalia o płacie środkowym edeagusa silnie zakrzywionym na prawą stronę w widoku grzbietowym, o niemal prostych przed wierzchołkiem krawędziach brzusznej i grzbietowej w widoku bocznym. Występuje krótka i szeroka, na szczycie zaokrąglona blaszka wierzchołkowa. Endofallus ma długie, cienkie, lekko zafalowane, zakrzywione na prawą stronę flagellum główne oraz delikatnie łuskowatą błonę przyległą do małego, krótkiego i lekko dobrzusznie zakrzywionego wyrostka trąbkowatego; ponadto zaopatrzony jest we flagellum wtórne i torebkę wierzchołkową.

## Rozprzestrzenienie
Owad orientalny, endemiczny dla Indii, znany tylko z lokalizacji typowej w Kerali.